# Parque Tres de Febrero
Il Parque Tres de Febrero, noto anche come de Bosques de Palermo, è un parco urbano situato nel quartiere residenziale di Palermo a Buenos Aires. Situato tra Avenida del Libertador e Figueroa Alcorta, è noto per i suoi boschi, i laghi, i monumenti, il roseto (El Rosedal) e per la presenza del planetario cittadino e di due musei.
A breve distanza dal parco sorgono altre importanti aree naturali della capitale argentina come il giardino zoologico, il giardino botanico ed il giardino giapponese.

## Storia
Realizzato su iniziativa del presidente argentino Domingo Faustino Sarmiento, ispirato dal Bois de Boulogne di Parigi, l parco fu inaugurato l'11 novembre 1875 dal successore Nicolás Avellaneda. Il nome rievoca il 3 febbraio 1852, data in cui il dittatore Juan Manuel de Rosas fu sconfitto a Caseros. Il parco sorge infatti su quelli che furono i terreni e la residenza del caudillo federale acerrimo nemico di Sarmiento. I lavori di progettazione, ultimati nel 1876 furono diretti dagli architetti Ernesto Oldendorf, Fernando Mauduit, Jordan Wysocky e Jules Dormal. Nel 1888 i terreni del parco furono acquistati dalla municipalità e tra il 1892 ed il 1912 furono sottoposti a lavori di ampliamento diretti dal paesaggista francese Charles Thays.

## Monumenti e luoghi d'interesse
- Monumento alla Carta Magna e alle Quattro Regioni Argentine, noto come Monumento degli Spagnoli, fu donato nel 1927 dalla collettività spagnola per il Centenario della Rivoluzione. Sorge all'incrocio tra Av. Sarmiento e Av. del Libertador.
- Rosedal, un roseto, circondato da un lago artificiale, nel quale sono preservate oltre 18.000 esemplari di rose[2]. Al suo interno si trova la sezione detta Giardino dei Poeti, dove sono conservati i busti di 26 letterati tra i quali spiccano Alfonsina Storni, Dante Alighieri, Paul Groussac e William Shakespeare.
- Planetario Galileo Galilei, inaugurato nel 1966.
- Monumento a Domingo Faustino Sarmiento, dello scultore francese Auguste Rodin, inaugurato nel 1900, è situato esattamente dove sorgeva la residenza di Rosas.
- Monumento a Justo José de Urquiza, situato all'incrocio tra Avenida Figueroa Alcorta e Sarmiento.
- Fontana Monumentale, dono della collettività tedesca per il Centenario della Repubblica Argentina.
- Monumento a Carlos Tejedor
- Monumento a Nicolás Avellaneda
- Monumento a Cappuccetto Rosso, realizzato nel 1937.
- Monumento a Taras Ševčenko, dono della collettività ucraina.
- Busto di Gandhi
- Monumento a Confucio
- Museo di Arti Plastiche Eduardo Sívori
- Museo delle Sculture di Buenos Aires

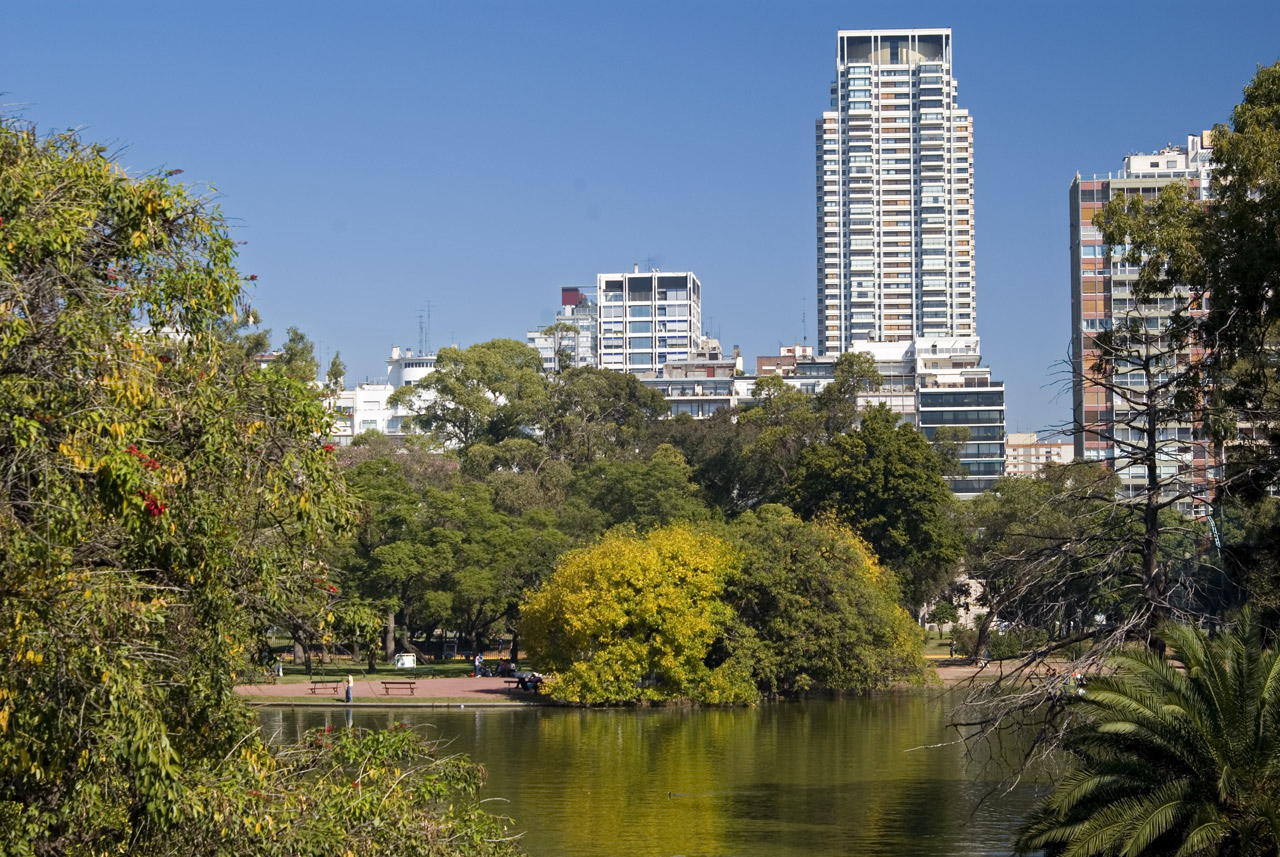
Una veduta del Parque Tres de Febrero